# Деда Мраз (филм)
Деда Мраз (енгл. The Santa Clause) америчка је божићна филмска комедија. Режирао га је Џон Пасквин, а продуценти су Роберт Невмајер и Брајан Рајли. Филм прати живот човека који случајно проузрокује пад Деда Мраза са крова, на Бадње вече. Када он и његов син Чарли заврше путовање и испоруче поклоне, одлазе на Северни пол где Скот сазнаје да мора постати нови Деда Мраз, а не зна како да убеди оне које воли да је то заиста он. У филму глуме Тим Ален, Венди Крусон, Дејвид Крамхолц, Судија Рајнхолд, Ерик Лојд и Питер Бојл.  
Филм је објављен 11. новембра 1994. године и зарадио је 189 милиона долара. Иако је у то време добијао мешовите критике, од тада је за гледаоце постао обавезни филм за Божић. Његов успех довео је до снимања два наставка, Деда Мраз 2 (2002) и Деда мраз 3: Одбегли деда (2006), који су били финансијски успешни, али су имали мање позитивних критика од првог дела.

## Радња
Скот Kалвин (Тим Ален), успешни продавац играчака, припрема се да Бадње вече проведе са својим сином Чарлијем (Ерик Лојд). Скот жели да Чарли одржи веру у Деда Мраза, упркос томе што сам не верује. Скотова бивша супруга Лаура (Венди Крусон) и њен супруг психијатар доктор Нил Милер (Судија Рајнхолд) су у младости престали да верују у Деда Мраза и осећају да и Чарли то треба да учини. На Бадњи дан, Скота и Чарлија буди бука на крову. Скот истражује и проналази човека који стоји на њему. Случајно проузрокује његов пад. Тело мртвог човека нестаје, а иза себе оставља црвено одело и визиткарту у којој се наводи да ако би се нешто десило Деда Мразу, онај ко је одговоран морао би да обуче одело и настави од места где је Деда Мраз стао. Уверен картицом да ће „Ирваси знати шта треба да раде“ и да би удовољио Чарлију, Скот облачи одело и проводи остатак ноћи испоручујући поклоне пре него што их ирваси одведу на Северни пол. Када стигну, Бернард (Дејвид Крамхолц), главни вилењак, објашњава Скоту да је, јер је обукао одело, подвргнут законској техничкој процедури познатој као „Деда Мраз“, што значи да је пристао да прихвати све дужности и одговорности Деда Мраза и даје му једанаест месеци да среди своје послове пре него што се јави Северном полу на Дан захвалности. Збуњен, Скот се пресвуче у пиџаму која му је дата и заспи.
Следећег јутра, Скот се буди у сопственом кревету и верује да су догађаји претходне ноћи били сан док не види да још увек носи пиџаму која му је дата. Током следеће године, Скот је претрпео драстичну трансформацију; изненада добија велику тежину, што резултира округлим трбухом, уз повећану склоност слаткој храни, посебно млеку и колачима. Касније добија густу браду која му расте на лицу упркос покушајима да је обрије, а коса му се избељује и показује да је имуна на бојење. Скотова измена спољашњег изгледа наводи Лауру и Нила до претпоставе да Скот намерно покушава да збуни Чарлија и они успешно подносе молбу судији да забране Скоту право на посету. Очајан, Скот одлази код њих на Дан захвалности. Желећи да помогне оцу да схвати колико је важан, Чарли показује Скоту магичну снежну куглу коју му је Бернард дао, коначно убедивши Скота да је Деда Мраз. Након што Скот затражи од Лауре и Нила минут да разговара насамо са Чарлијем, појављује се Бернард и превози њега и Чарлија на Северни пол. Верујући да је Скот киднаповао Чарлија, Лаура и Нил контактирају полицију.

## Улоге
| Глумац           | Улога           |
| ---------------- | --------------- |
| Тим Ален         | Скот Kалвин     |
| Венди Крусон     | Лаура           |
| Дејвид Крамхолц  | Бернард         |
| Судија Рајнхолд  | Нил Милер       |
| Ерик Лојд        | Чарли           |
| Питер Бојл       | Витл            |
| Лари Бранденбург | Детектив Нунцио |
| Џејн Иствуд      | Конобарица Џуди |
| Стив Виновић     | Др Пит Новос    |

## Снимање
Филм је у потпуности снимљен у Великом Торонту. Сви ирваси коришћени у филму били су позајмљени из зоолошког врта Торонто.

## Популарност
Деда Мраз је зарадио 145,3 милиона долара у Сједињеним Америчким Државама и Канади, и 45 милиона долара на осталим територијама, укупно 190,3 милиона долара широм света. 
У Сједињеним Америчким Државама и Канади, Деда Мраз је зарадио 19,3 милиона долара у првом викенду и 17,1 милион долара у другом. Завршио је на другом и трећем месту. Филм је за три дана, у оквиру Дана захвалности, зарадио 20,4 милиона долара. У новембру 2020. године, због пандемије ковида 19 који је ограничио нова издања, Деда Мраз је поново пуштен у 1581 биоскоп и зарадио је 481.000 долара.
Freeform и AMC су током сезоне празника пуштали филм на телевизији са рекордним рејтингом.

## Критика
Ротен томејтоуз је на основу 57 критика оценио филм са просечном оценом 5,9 од 10. Метакритик је на основу 13 критика оценио филм са просечном оценом 57 од 100, што указује на мешовите или просечне критике. CinemaScore оценио је филм са просечном оценом А–, на скали од А+ до Ф.